# A Noite de Natal
A Noite de Natal é um livro escrito por Sophia de Mello Breyner Andresen, editado em 1959, com ilustrações de Maria Keil. Em edições subsequentes encontramos ilustrações de José Escada (2.ª e 3.ª) e de Júlio Resende (4.ª).
A história fala de uma menina que vivia sozinha e um dia encontrou um amigo. Com ele passou muitos dias. No dia de Natal descobriu que ele era o menino Jesus.